# HCT 116

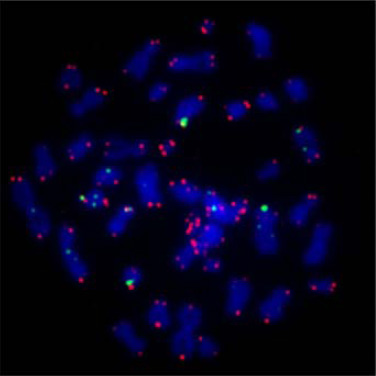
染色後的HCT116細胞顯示出H2AFX基因（綠色部分）和端粒狀DNA（紅色部分）

HCT 116是用於研究治療方案及進行藥物篩選的人類結腸癌細胞系。

## 特徵
該細胞的KRAS基因13號密碼子 (codon) 部分存在突變，故而是適合於研究治療方案的轉染靶標基因。這些細胞因具有上皮形態而能夠在異種移植模型中進行轉移。如果使用攜有p53基因的病毒載體把外來DNA帶入細胞時，HCT 116細胞不會進入S期或G2期，而是停留在G1期。
有研究指出JS-K (一種一氧化氮前體藥物) 、lincRNA-p21 (一類不編碼蛋白質的RNA分子) 、雙氫青蒿素聯用奧沙利鉑等均能抑制HCT 116細胞的生長，同時又發現敲落MARCH2基因及5 氟尿嘧啶-普朗尼克P85共聚物膠束也能夠抑制HCT 116細胞的生長及增殖。

## 科研用途
HCT 116細胞目前應用於致瘤性研究等生物醫學研究中，研究範圍包括結腸癌增殖和針對結腸癌的抑製劑。有關研究表明G1/S-特異性周期蛋白-D1對於石膽酸羥酰胺 (Lithocholic acid hydroxyamide) 的活性至關重要。HCT 116細胞還可以在異種移植物中發揮作用，並且發現歐洲紫杉醇、5-氟尿嘧啶和黃酮哌啶醇 (Flavopiridol) 可以在體外限制着腫瘤的生長。同時又發現HCT 116細胞具有兩種變體，一個變體大量表達Insp8基因，另一個變體則沒有Insp8基因的大量表達。 Insp8基因是細胞能量代謝 (energy metabolism) 過程的一部分，因此可以影響細胞的表現型。

## 外部連結
Cellosaurus entry for HCT116 （页面存档备份，存于）